# Ángel Dennis
Ángel Dennis Diaz (L'Avana, 13 giugno 1977) è un pallavolista cubano naturalizzato italiano.
Gioca nel ruolo di schiacciatore e opposto nello Sporting Lisbona.

## Palmarès

### Club
- Campionato italiano: 1

2005-06
- Campionato libanese maschile: 1

2013
- Campionato portoghese: 1

2017-18
- Supercoppa italiana: 1

2006
- Coppa Máster: 1

2012
- Coppa CEV/Challenge Cup: 4

1998-99, 2004-05, 2005-06, 2007-08

### Nazionale (competizioni minori)
- Giochi centramericani e caraibici 1998
- Giochi panamericani 1999
- Coppa America 2000
- Coppa America 2001

### Premi individuali
- 2000 - Coppa America: Miglior attaccante
- 2000 - Coppa America: Miglior servizio
- 2001 - Campionato nordamericano: MVP
- 2001 - Campionato nordamericano: Miglior servizio
- 2001 - Coppa America: MVP
- 2001 - Grand Champions Cup: Miglior servizio
- 2006 - Supercoppa italiana: MVP
- 2006 - All Star Game: MVP
- 2008 - Challenge Cup: Miglior servizio
- 2010 - Gazzetta dello Sport: Trofeo Gazzetta MVP della Regular Season del campionato italiano
- 2010 - Serie A1: Miglior realizzatore